# 瑞金束腰蟹
瑞金束腰蟹（学名：Somanniathelphusa ruijinensis）为束腹蟹科束腰蟹属的动物。分布于中国江西等地，一般栖息于水田、沟渠洞穴中。